# Heinrich Eduard von Lade
Heinrich Eduard von Lade (24 de febrero de 1817 – 7 de agosto de 1904) fue un banquero y astrónomo aficionado alemán.

## Semblanza
Lade nació en Geisenheim, una población de la ribera del Rin, hijo de un comerciante de vinos. Trabajó como banquero y exportador en Hamburgo y en París, y a los 44 años de edad ya había ganado el suficiente dinero como para retirarse.
En 1861 acondicionó su propiedad de Monrepos en Geisenheim para dedicarla al cultivo de frutales y a la producción de vino, instalando allí además una escuela dedicada a la enseñanza de actividades artísticas. También construyó un observatorio en su propiedad para dedicarse a sus trabajos de selenografía, cartografiando la Luna.
Encargó la construcción de un globo lunar con un lado en relieve y el otro con la representación de los cráteres y sus nombres, actualmente una pieza de coleccionista muy rara.
En 1901 recibió el título nobiliario de barón. Murió en Geisenheim, donde todavía son famosos sus vinos y el Instituto Geisenheim para el Cultivo de la Vid.

## Eponimia
- El cráter lunar Lade lleva este nombre en su memoria.[1]
- El asteroide (340) Eduarda también conmemora su nombre.